# 遂行機能障害
遂行機能障害（すいこうきのうしょうがい、Executive function disorders）または実行機能障害とは高次脳機能障害のひとつである。遂行機能とは目的を持った一連の活動を効果的に成し遂げるために必要な機能である。遂行機能は単一の認知作業ではなく、複数の過程を含むため研究者によって定義が異なる。前頭葉、特に前頭前野背外側部(前頭連合野)が遂行機能に関する中心的な役割を果たすと考えられている。そのため遂行機能障害は以下の機能が障害された状態と考えられている。
1. 目標の設定
2. 計画の立案
3. 目標に向かって計画を実際に行うこと
4. 効果的に行動を行うこと

## 症状
認知症患者では遂行機能障害が社会生活にもっとも影響を与える。具体的には、無計画な行動をする、物事の優先順位をつけられない、いきあたりばったりな行動になってしまう、効率よく仕事ができない、指示されないと行動が開始できないなどの症状がみられる。以下に日常生活で認められる認知症の遂行機能障害をまとめる。
| 日常生活活動 | 障害の例 |
| ------------ | --- |
| 金銭管理     | ATMを操作できない、確定申告ができない、カードの利用方法がわからない |
| 服薬管理     | 処方された通りに服薬できない、かかりつけの医者に症状をうまく伝えられない |
| 買い物       | 複数の物品を買えない、適切な店で品物を買えない、割引などを利用できない |
| 調理         | 仕事の段取りが悪くなるが自覚していない、複数の仕事をこなせない |
| 趣味         | 自分で計画をたてて旅行に行けない、携帯電話やリモコンの操作方法がわからない、自動車運転で不注意な事故が増える、洗濯しながら料理するなど1つの行動ならばできても、2つの行動になると同時にできない |

## 検査
FABやEXITといった実行機能のスクリーニング検査が用いられる。